# Xã Cascade, Quận Olmsted, Minnesota
Xã Cascade (tiếng Anh: Cascade Township) là một xã thuộc quận Olmsted, tiểu bang Minnesota, Hoa Kỳ. Năm 2010, dân số của xã này là 2.815 người.